# Antoni Oppenheim
Antoni Kazimierz Oppenheim (ur. 11 sierpnia 1915 w Warszawie, zm. 12 stycznia 2008 w Kensington w Kalifornii) – fizykochemik specjalizujący się w badaniach procesów spalania w silnikach spalinowych;  doktor honoris causa Politechniki Warszawskiej.

## Życiorys
Wybuch II wojny światowej przerwał na krótko jego studia, które ukończył w Anglii w 1943 r., uzyskując dyplom swej macierzystej Uczelni. Doktorat otrzymał w University of London w 1945 r. Następnie wyemigrował do USA, gdzie początkowo pracował w Uniwersytecie Stanforda, a od 1959 r. w Uniwersytecie Kalifornijskim w Berkeley.
Prowadził badania w zakresie wymiany ciepła i spalania ze szczególnym ukierunkowaniem na problemy detonacji oraz spalania w silnikach spalinowych. Opracował nowatorską metodę analizy wymiany ciepła przez promieniowanie, wyjaśnił mechanizm inicjowania detonacji gazowej oraz zajmował się badaniem spalania mieszanin ubogich w silnikach tłokowych. Opublikował ponad 300 prac naukowych. Wspólnie z profesorem M. Mansonem i profesorem R. I. Sołouchinem zainicjował w 1960 r. organizację Międzynarodowych Kolokwiów Dynamiki Wybuchów i Reagujących Systemów.
Współpracował z polskimi naukowcami, a w szczególności z Politechniką Warszawską w zakresie opracowania nowych systemów spalania do silników tłokowych. Wielokrotne uczestniczył w Polsce w międzynarodowych sympozjach i konferencjach naukowych. W roku 1987 został odznaczony medalem im. D. Smoleńskiego, nadanym przez Komitet Termodynamiki i Spalania PAN, a w roku 1989 Politechnika Warszawska, nadała mu tytuł doktora honoris causa. Za wybitny wkład w rozwój teorii spalania oraz aktywną współpracę z polskimi naukowcami został wybrany na członka zagranicznego Polskiej Akademii Nauk. Był członkiem Międzynarodowej Akademii Astronautycznej oraz US National Academy of Engineering. Do końca swojego życia zawsze i wszędzie podkreślał polskie korzenie i utrzymywał ścisłe więzi ze swą macierzystą uczelnią.